# Скробара
Скробара је део града Панчева и припада саставу месне заједнице Горњи град.

## Географија
Скробара је насеље које се налази у Србији у Банату. Насеље се налази у оквиру Панчева и припада званично Граду Панчеву. Насеље је смештено у изразито низијском подручју, изграђено на плодним њивама од чернозема. На ободу места са севера и истока оивичена водотоком реке Надел, изразито спором равничарском реком без јасног извора и ушћа, те обалама обраслом трском. Код друмског моста на Наделу постоји и устава – брана.

### Клима
Клима је слична као у свим другим местима Јужног Баната уз Дунав и Тамиш, умерено континентална, а током зиме се јавља Кошава. Скробара је удаљена од јужне индустријске зоне Панчева и самим тим ваздух је током целе године незагађен, ако се изузму индивидуална ложишта и застарео обичај паљења стрњике на њивама након убирања летине у јесен.

## Историја
Насеље настало уз Фабрику скроба иу концентроване сточне хране „Јабука”, која је основана крајем 19. века (1894. године). То је најстарија фабрика на ширем подручју, коју су подигли немачки индустијалци. Скробара се постепено развијала и ширила прво као фабричко насеље, а касније независно од ње.

## Саобраћај
Налази се на државном путу 130 Панчево – Зрењанин, у непосредној близини раскрснице путева Панчево – Ковачица – Качарево, односно између те раскрснице и оне према селу Јабука, даље према Опову. Аутобуски саобраћај је изразито чест и редован. Уз насеље пролази и железичка пруга Панчево – Зрењанин, која је некада служила и за путнички саобраћај (тако да постоји и стара железничка станица), али сада она служи практично искључиво за теретни саобраћај. До центра Панчева због мале удаљености могуће је стићи и пешице односно бициклом, пречицом у односу на пут за моторна возила: атарским – некатегорисаним путевима ка насељу„ Котеж 2 ”поред касарне „Растко Немањић.”

### Административна припадност
Скробара је административно у саставу Града Панчева, а у стварности је посебно насеље физички одвојено од Панчева. Налази се на око 7km од центра Панчева. На путу на улазу у насеље са оба смера стоји саобраћајна табла са натписом „Скробара”, које табле се постављају на уласку у посебна насељена места, иако то Скробара формално то није. Катастарски се простире на територији Града Панчева и насељеног места Јабука.

## Инфраструктура
Насеље је прилично урбнистички неуређено, стихјски грађено, без јасног плана, мање сређено у односу насеља у околини. Куће уз главну улицу повезане су на канализацију, а још увек до великог броја кућа није стигао водовод, већ становници користи своје бунаре са техничком водом. Раније је постојала школа, која је сада укинута.

### Фабрике
Поред поменуте (Фабрика скроба „Јабука”), постоји и циглана, а на путу ка Панчеву у оквиру још незавршене северне индустријске зоне постоји фабрика „ZF.”

## Туризам
Туризам у Скробари није развијен, међутим због њене околине коју чине њиве и пашњаци почео је да се јавља ловни туризам. Околина Скробаре у локалним оквирима је постала позната као ловно подручје на ситну дивљач као што је зец, као и на пернату дивљач попут фазана.

### Туристичка инфраструктура
Скробара је мало насеље али и поред тога има пар смештајних објеката. Од угоститељских објеката постоји „Секин салаш”, који нуди услуге у етно-амбијенту. 

### Занимљивости
Улице су назване по цвећу (улица Љиљана, Ириса, Гербера, Јоргована), а неке од улица имају врло маштовите називе (Улица окићених пенџера).